# La grande notte di Ringo
La grande notte di Ringo è un film del 1966 diretto da Mario Maffei.
La pellicola è un western all'italiana in coproduzione italo-spagnola.

## Trama
In una cella della prigione di Carson City si trovano Joseph Norton e Jack Balman detto Ringo. Il secondo vuole sapere dove si trovano i 200.000 dollari che, secondo il giudice Nottingham, Norton lo avrebbe nascosto dopo la rapina. Ringo evade e si reca a Tombstone fingendosi un federale per trovare la refurtiva.

## Accoglienza
L'incasso del film fu di 134 milioni di Lire.